# Zamora (Spagna)
Zamora (in portoghese anche Samora) è una città spagnola, capoluogo della provincia di Zamora. Si trova a nord ovest del paese, vicino alla frontiera con il Portogallo. Si trova nella comunità autonoma della Castiglia e León, ed è attraversata dal fiume Duero, nella meseta settentrionale. Ha una popolazione di circa 81 000 abitanti.

## Storia
Non si hanno notizie certe sulla sua fondazione che potrebbe essere dovuta all'antica popolazione dei vaccei (il cui nome era forse l’Arbocala di Tito Livio o l’Arbucala di Polibio), sicuramente era abitata al tempo dell'Impero romano e nota con il nome di "Occelum Durii", cioè occhio del Duero.
Allo stesso periodo risalgono le lotte dell'eroe locale Viriato contro l'invasione romana. Il suo nome attuale potrebbe derivare sia dall'epoca dell'invasione dei visigoti "Semure" che dai termini arabi "Azemur" (oliveto silvestre) o "Semurah" (città dei turchesi). Nel Medioevo fu sia sotto la dominazione araba che sotto quella cristiana, gli arabi la tennero dall'VIII secolo all'XI, dopo la riconquista cristiana iniziò il periodo di maggior splendore politico, architettonico ed economico.
Nel XII acquisì grande importanza a causa della sua posizione privilegiata tra le due fazioni in lotta nella penisola iberica. Durante uno degli assedi alla città, avvenne un episodio raccontato nei poemi epici spagnoli, la morte di Sancho II di Castiglia mentre tentava di riconquistare la città controllata dalla sorella Urraca, davanti agli occhi del Cid. Il valore della città durante l'assedio di Sancho è ricordato dal detto castigliano: "Zamora no se ganó en una hora", cioè "Zamora non si conquistò in un'ora".
Nei secoli successivi, con lo spostamento verso sud della zona di lotta tra arabi e cristiani, la città iniziò a perdere importanza tanto dal punto di vista strategico che economico. Dopo la scoperta dell'America, molti abitanti di Zamora si videro obbligati a emigrare a causa della povertà. Questa massiccia emigrazione è la causa della presenza in Sud America di numerose città con questo nome.

## Monumenti e luoghi d'interesse
Da un punto di vista artistico Zamora è importante per i numerosi esempi di arte romanica (24 chiese). Particolarmente significativa la Cattedrale, costruita tra il 1151 ed il 1174, con il suo caratteristico ciborio di influenza bizantina.
Il duomo con la sua facciata romanica adorna di molti bassorilievi è di grande interesse artistico.

## Semana Santa
La Semana Santa (Settimana santa) zamorana è stata dichiarata di interesse turistico internazionale per la sua enorme importanza, non solo per la città ma anche per il riconoscimento che le viene dato all'estero. La sua sobrietà e la sua disciplina è imparagonabile al resto delle Semanas Santas spagnole. Le celebrazioni iniziano il Venerdì di Passione (il Venerdì antecedente il Venerdì Santo) con il Viernes de Dolores e culmina con la domenica di Pasqua (Domingo de Resurrección).
Alcune delle sue confraternite (cofradías) sono tra le più antiche di Spagna. Quella della Santa Vera Cruz è la più antica di tutto il Paese, essendo documentata già alla fine del XII secolo. La confraternita di Jesús Nazareno fondata agli inizi del XVI secolo, si considera la terza più antica.
Si può ascoltare il coro Oh Jerusalem nella Piazza Santa Lucia il Lunedì Santo. La Procesión del Silencio, che dopo un solenne giuramento al Santisimo Cristo de las Injurias lascia la città nel più assoluto silenzio il Mercoledì Santo. Le Capas Pardas percorrono con la tradizionale capa alistana le strade del centro storico, uscendo dal Barrio de Olivares, portando un farol (una sorta di lampione), con il rumore di fondo delle raganelle; le Siete palabras, dove viene portato in processione uno stendardo con le ultime sette parole che disse Gesù prima di morire. Ma il momento più atteso per gli zamorani arriva alle cinque del mattino del Venerdì Santo, quando la confraternita di Jesús Nazareno va in processione preceduta dal Merlú (Merlú è il nome che ricevono quelle coppie della confraternita Jesús Nazareno che suonando un tamburo e un corno chiamano a raccolta tutti i confratelli). Appena prima, il Miserere cantato dalla Hermandad de Jesús Yacente sorprende l'alba zamorana, lasciando che il Venerdì Santo prenda il posto del Giovedì. Quando inizia la processione, suona la Marcia Funebre di Thalberg e si alza al cielo il Paso del cinco de copas (paso è la macchina sacra che ogni confraternita porta a spalla). Questa processione è l'apoteosi della Semana Santa zamorana.
Tipiche sono le almendras garrapiñadas (mandorle candite)) e la sopa de ajo (zuppa d'aglio) che si gustano la mattina del Venerdì Santo presso le Tres Cruces, durante il riposo della processione. La Domenica di Pasqua è invece tipico mangiare il Dos y Pingada, ovvero due uova fritte con pancetta.

## Seña Bermeja

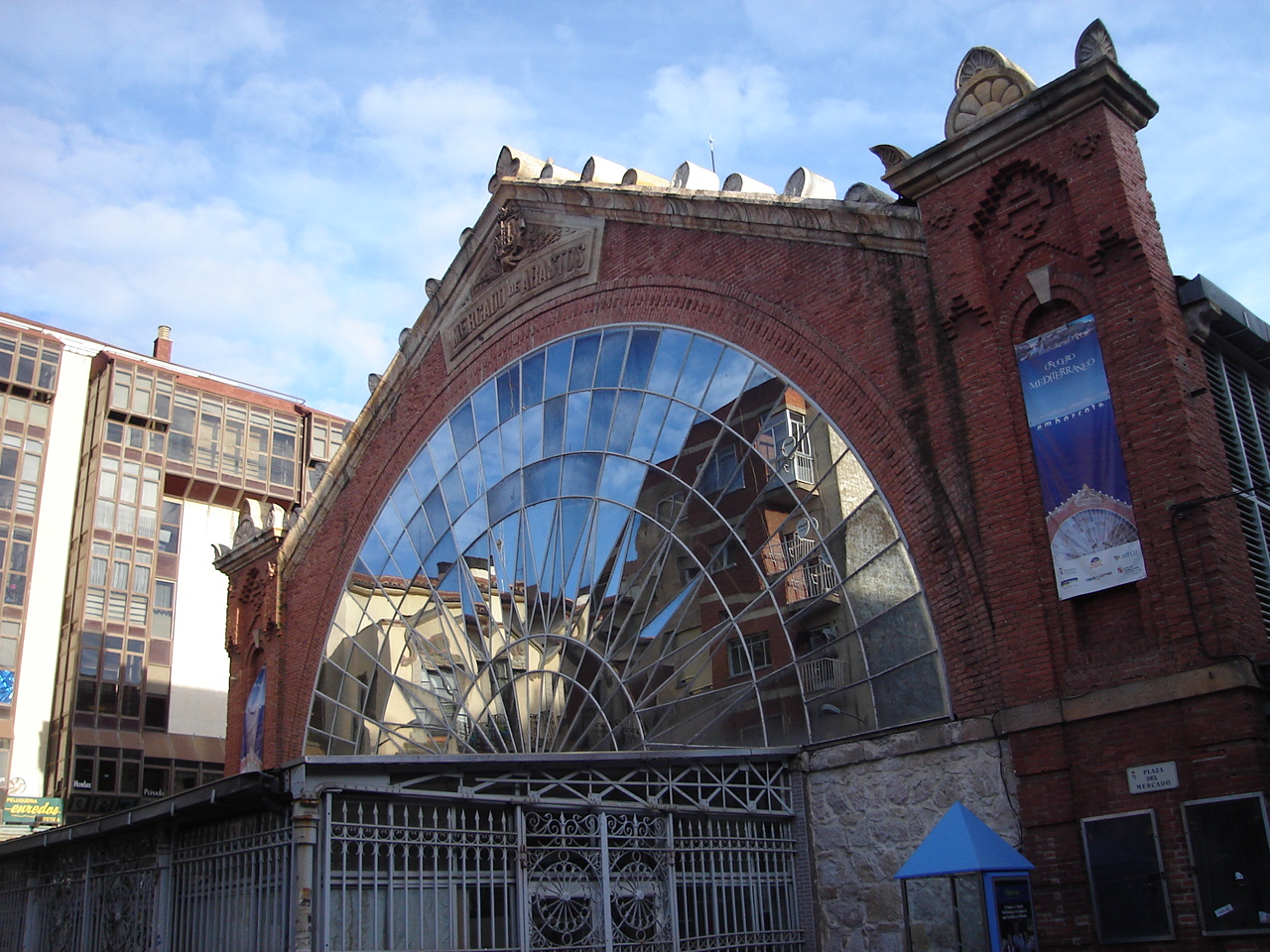
Il mercato coperto.

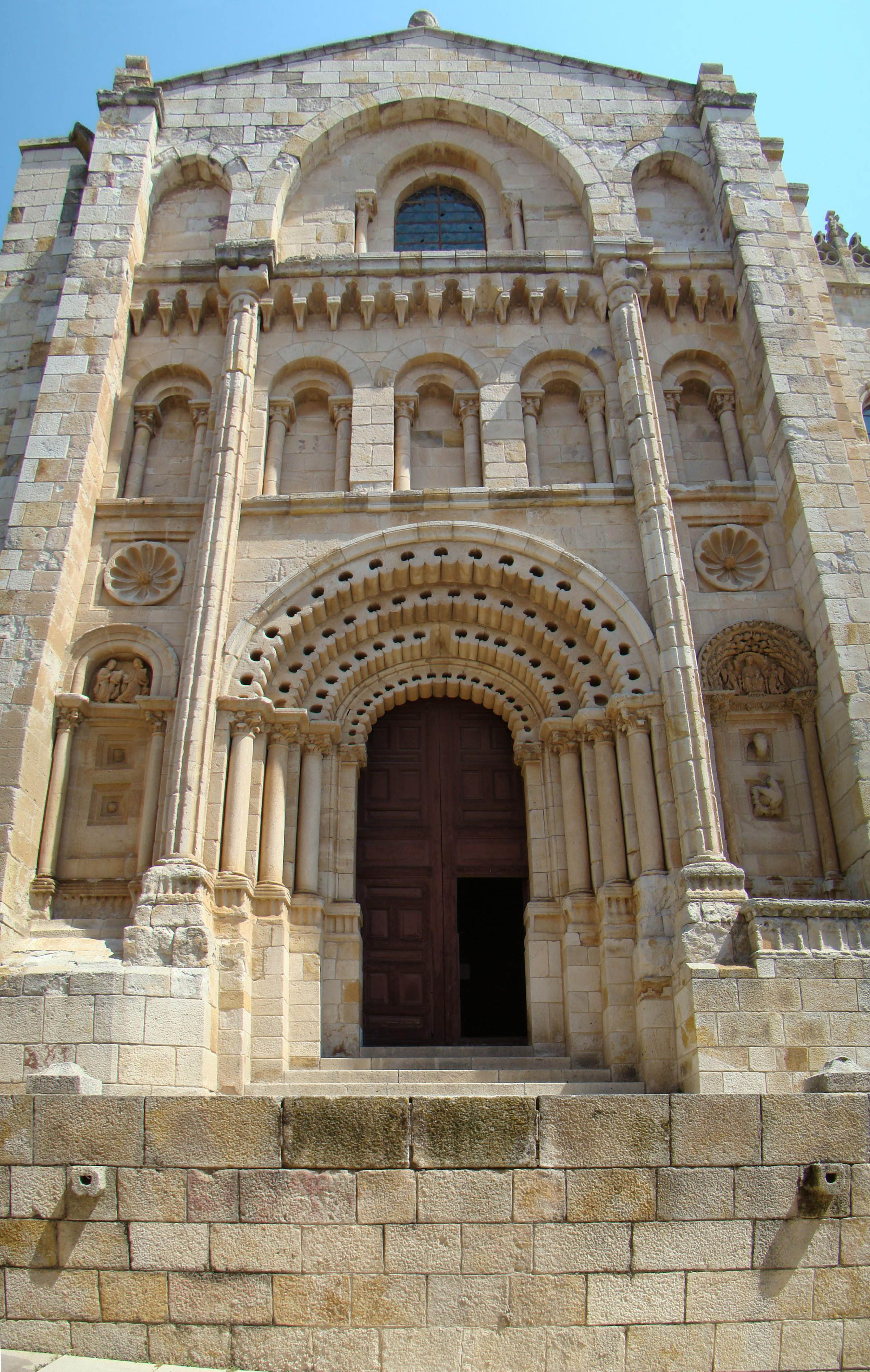
Porta romanica del duomo (XII secolo)

Viene così chiamata la curiosa bandiera zamorana. Infatti, si tratta di nove frange (tiras) che garriscono al vento ognuna separata dall'altra. Per motivi di praticità in molti edifici, anche governativi, le nove frange sono unite a formare un unico pezzo, ma l'originale è formata da pezzi separati.
Di queste nove frange, quella superiore è di colore verde smeraldo e le altre otto di colore rosso o vermiglio (bermejo). La frangia verde rappresenta l'appoggio degli zamorani ai Re Cattolici durante la guerra civile contro Giovanna l'Illegittima (Juana la Beltraneja), nella battaglia di Toro (1476): il re Ferdinando il Cattolico aggiunse il suo fajín verde (una sorta di drappo o sciarpa che indossavano i notabili) alle otto frange rosse già esistenti. Queste frange rosse rappresentano le otto battaglie consolari che Viriato vinse contro i romani.
Il motivo per cui questa bandiera è composta da frange si fa risalire al modo con cui Viriato celebrava le sue vittorie: strappava un brandello dagli stendardi romani, ogni volta che vinceva una battaglia, e lo sistemava in cima alla sua lancia. Logicamente la frangia verde venne inserita nel secolo XV alla bandiera di Zamora, che fino ad allora era composta da otto frange.

## Amministrazione

### Gemellaggi
- Oviedo, dal 2001[3]